# Hiten

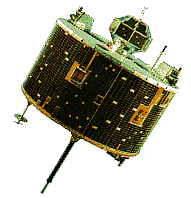
Sonda Hiten.

La sonda Hiten (conocida antes del lanzamiento como MUSES-A) construida por el Institute of Space and Aeronautical Science de Japón fue lanzada el 24 de enero de 1990. La sonda entró en órbita lunar y soltó un pequeño orbitador llamado Hagoromo. El transmisor en Hagoromo falló dejándolo sin ningún valor científico, pero se pudo observar que entró en órbita lunar correctamente. Sólo había un instrumento científico a bordo de Hiten, el Munich Dust Counter (MDC), que estudió el polvo en suspensión en el espacio entre la tierra y la luna hasta el 10 de abril de 1993, cuando Hiten se estrelló de manera controlada en la superficie lunar, entre los cráteres Stevinus y Furnerius. Hiten fue la primera sonda lunar construida fuera de los Estados Unidos o la Unión Soviética.

## La nave
Hiten era una nave espacial de forma cilíndrica, de 1,4 m de diámetro y 0,8 m de altura. La nave poliédrica pequeña en forma de lunares Hagoromo fue montado en la parte superior de la nave. La masa, lleno de combustible fue de 197 kg, esto incluyó 42 kg de combustible de hidracina y 12 kg del orbitador Hagoromo. Las células solares en la superficie cilíndrica de la nave espacial proporcionaban 110 W, cargando una batería a bordo. La nave fue de giro estabilizado en 10 a 20,5 rpm. 
De propulsión de la nave y el control de actitud fue proporcionada por ocho propulsores de 23-N y cuatro propulsores de 3-N, dos sensores de Sol, un escáner de estrellas, un indicador de cruce direccional, tres acelerómetros, un amortiguador de nutación y la electrónica de control que incluye un procesador a bordo. Un subsistema de navegación óptica, compuesto por dos detectores de imagen CCD son para detectar la Luna y las estrellas brillantes.
Las comunicaciones se lograban a través de una antena de ganancia media en banda X y S que sobresalían de la superficie inferior de la nave y dos antenas de baja ganancia de Cruz dipolo de banda S sólo uno montado en la parte superior y uno en el fondo. La descarga era a través de banda X a bordo y transmisores de banda S, cada uno con dos niveles de potencia. Dos receptores de banda S se utilizaban para el enlace ascendente, uno conectado a la antena de baja ganancia y el otro a la antena de media ganancia. Los comandos enviados desde las estaciones terrestres eran de 1 kbps. El equipo de comando a bordo constaba de tres procesadores, con un total de 2 Mbits ROM y 512 Kbits de RAM.